# Gare de Peille
Gare de Peille vasútállomás Franciaországban, Peille településen.

## Vasútvonalak
Az állomást az alábbi vasútvonalak érintik:
- Nizza-Breglio-vasútvonal

## Kapcsolódó állomások
A vasútállomáshoz az alábbi állomások vannak a legközelebb:
- Gare de Peillon-Sainte-Thècle
- Gare de L’Escarène